# Baswa
Baswa är en ort i Indien.   Den ligger i distriktet Dausa och delstaten Rajasthan, i den norra delen av landet, 180 km söder om huvudstaden New Delhi. Baswa ligger 299 meter över havet och antalet invånare är 22 515.
Terrängen runt Baswa är platt åt sydost, men åt nordväst är den kuperad. Runt Baswa är det tätbefolkat, med 427 invånare per kvadratkilometer. Närmaste större samhälle är Rājgarh, 10,5 km norr om Baswa. Trakten runt Baswa består till största delen av jordbruksmark.